# Here to There
Here to There é o segundo álbum de estúdio da banda Nickel Creek, lançado em 1997.

## Faixas
1. "Here To There" – 2:21
2. "You Don't Have To Move That Mountain" – 2:56
3. "Found Soul" – 3:45
4. "Old Cold Coffee On The Dashboard" – 5:26
5. "He Will Listen To You" – 4:10
6. "A Simple Song For Salty The Singing Sea Slug" – 2:35
7. "Moonfleet Beach" – 5:25
8. "Natural Kind Of Love" – 3:42
9. "The Narrow Way" – 2:56
10. "Cross The Bridge" – 3:46

## Créditos
- Chris Thile - Bandolim, vocal
- Sean Watkins - Guitarra, vocal
- Sara Watkins - Violino, vocal
- Scott Thile - Baixo